# علويو طبرستان
علويو طبرستان هم سلالة شيعية حكمت إقليم مزندران (طبرستان) في بعض القرنين التاسع و العاشر الميلاديين من عاصمتهم آمل، ثاني الأئمة من آل البيت، (بالفارسية: سلسله علویان طبرستان)، و يُعرفون كذلك بالزيديين - لكنهم يختلفون عن فرقة الزيديين الشيعية أيضا.
انتهت دولة العلويين على يد السامانيين سنة 928 م، و بعد هزيمتهم انشقت الأسرة و بعض قواد جيشهم و انضموا إلى السامانيين،كان منهم مرداويج بن زيار و قد أسس لاحقا سلالة الزياريين، كما كان من بين من والوا السامانيين عليّ و حسن و أحمد أبناء بويه الذين أسسوا سلالة البويهيين.

## سلسلة أمراء العلويين
- حسن بن زيد (864-883)
- محمد بن زيد (883-900)

غزا السامانيون طبرستان ففر العلويون إلى جيلان ما بين 900 و 913
- حسن بن علي الناصر الكبير (913-916)

بعد انقسام العلويين إلى مناهضين للسامانيين و معارضين لهم، كان حسن بن القاسم الملقب بالداعي الصغير مناهضا لهم و حكم ما بين سنتي 916 و 928، بينما والأهم:
- أحمد بن حسن، الناصر الكبير (916-923)
- جعفر بن حسن، الناصر الكبير (916-924)
- محمد بن أحمد (924-927)
- حسن بن أحمد (927)